# Metrificación en Chile
Chile adoptó el sistema métrico decimal en 1848. Antes se utilizaba el sistema español de medidas.

## Historia
Chile había utilizado desde siempre un sistema de medidas heredado del español. En 1843, se aprobó una ley que lo formalizaba, definiendo la unidad fundamental, la vara, en base al metro (1 vara = 836 mm).
Posteriormente, durante la presidencia de Manuel Bulnes, se aprobó la ley de 29 de enero de 1848, que adoptó el sistema métrico decimal. Finalmente, Chile firmó la Convención del Metro en 1908.

## Excepciones en elsigloXX
Inicialmente todos los refrigeradores eran vendidos en pies cúbicos. Esto cambió cerca de 1990 y desde entonces su capacidad ha sido etiquetada en litros.

## Excepciones en la actualidad
La madera y las cañerías de cobre (las de PVC son en milímetros) son vendidas en longitud métrica, pero su ancho, grosor y diámetro son medidos en pulgadas.
Los clavos son medidos en pulgadas pero son vendidos por kilogramos.
El hilo normalmente se vende en yardas.
Los televisores y smartphones tienen su diagonal medida en pulgadas.
La presión de los neumáticos es medida en psi.
Los formatos más comunes para el papel en Chile son el tamaño oficio (21,59 x 33,02 cm u 8,5 x 13 pulgadas) y el tamaño carta (11 × 8½ pulgadas o 21,59 × 27,94 cm). El gobierno de Chile define oficialmente el tamaño carta como 21,5 × 27,9 cm. El tamaño A4 no se utiliza, salvo para la impresión de imágenes, ya que es el principal formato con el que papel fotográfico es comercializado desde el exterior.

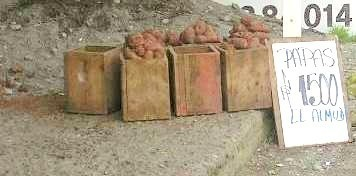
Venta de papas por almud en Dalcahue, Chiloé.

En Chiloé el almud (entre 6 y 8 litros) es usado como medida de volumen para áridos, como papas, granos y mariscos sin su concha. Un almud corriente es un cajón de madera, que en ocasiones tiene su interior rotulado con 12 rayas para la medición más exacta de los granos. Existen almudes más grandes, que tienen dos bocas y un fondo compartido, para poder medir un almud o medio almud.
En la provincia de Llanquihue, se acostumbra vender la leña por varas, que equivalen a poco más de 0,5 m³. 
McDonald's vende en Chile, al igual que en otros países hispanoparlantes, el Cuarto de libra con queso, traducción literal de Quarter Pounder with cheese, cuyo nombre en Francia, por ejemplo, no hace referencia a medidas extranjeras y es McRoyale.